# O viață minunată
O viață minunată (engleză It's a Wonderful Life) este un film de Crăciun din 1946 în regia lui Frank Capra. În 1998 a fost votat pe locul 11 în lista celor mai bune 100 de filme, listă realizată de Institutul American de Film; iar în 2007 s-a clasat pe poziția 20. Scenariul se bazează pe povestirea "The Greatest Gift", pe care Philip Van Doren Stern a scris-o în 1939 dar a publicat-o în 1945. Filmul este considerat ca fiind unul dintre cele mai îndrăgite din cinematografia americană și a devenit o tradiție vizualizarea acestuia în timpul sezonului de Crăciun. 

## Prezentare
George Bailey și-a petrecut întreaga viață făcând bine oamenilor din Bedford Falls. El a dorit întotdeauna să călătorească, dar nu a avut niciodată ocazia, deoarece a păzit întregul oraș pentru a nu fi preluat de bogatul domn Potter, un zgârie-brânză. Tot ceea ce-l împiedică să facă acest lucru este modesta Cooperativă a lui George de construcții și de credite imobiliare, care a fost fondată de către tatăl său cel generos. Dar, în Ajunul Crăciunului, unchiul lui George, Billy, pierde 8000 de dolari pentru afaceri în timp ce intenționa să-i depună în bancă. Zgârcitul Potter găsește banii și-i ascunde de Billy. Când, mai târziu în acea noapte, inspectorul bancar descoperă lipsa banilor, George își dă seama că el va fi făcut responsabil și trimis la închisoare, iar compania se va prăbuși, acest lucru permițându-i lui Potter să preia afacerile întregului oraș. Gândindu-se la soția sa, la copilașii lor și la ceilalți pe care el îi iubește ajunge să creadă că le va fi mai bine cu el mort și plănuiește să se sinucidă. Dar rugăciunile celor dragi au ca rezultat apariția pe pământ a unui înger blând pe nume Clarence venit să-l ajute pe omul care a făcut atâta bine orașului. George crede că era mai bine dacă nu s-ar fi născut de loc, iar  Clarence  îi arată cât de rău arată lumea și orașul (denumit acum Potterville) fără el. În cele din urmă George dorește să revină la viața normală și chiar să meargă la pușcărie dacă trebuie. Dar, odată ajuns acasă, întregul oraș a strâns bani pentru a-l ajuta.

## Distribuție
- James Stewart ca George Bailey
- Donna Reed ca Mary Hatch Bailey
- Henry Travers - Clarence Odbody
- Lionel Barrymore ca Mr. Henry F. Potter
- Thomas Mitchell ca Unchiul Billy Bailey
- Beulah Bondi ca Ma Bailey
- Frank Faylen ca Ernie Bishop, șofer
- Ward Bond ca Bert, polițist
- Gloria Grahame ca Violet Bick
- H. B. Warner ca Mr. Gower
- Todd Karns ca Harry Bailey
- Samuel S. Hinds ca Peter "Pop" Bailey
- Lillian Randolph ca Annie
- Mary Treen ca Verișor Tilly
- Frank Albertson ca Sam Wainwright
- Virginia Patton ca Ruth Dakin Bailey
- Charles Williams ca Verișor Eustace
- Sarah Edwards ca Mrs. Hatch
- Harold Landon ca Marty Hatch
- William Edmunds ca Giuseppe Martini
- Argentina Brunetti ca  Mrs. Martini
- Bobby Anderson ca Little George Bailey
- Ronnie Ralph ca Little Sam Wainwright
- Jean Gale ca Little Mary Hatch
- Jeanine Ann Roose ca Little Violet Bick
- George Nokes ca Little Harry Bailey
- Danny Mummert ca Little Marty Hatch
- Sheldon Leonard ca Nick,  barman
- Frank Hagney as Potter's mute aide
- Charles Lane - Potter's rent collector
- Jimmy Hawkins - Tommy Bailey
- Karolyn Grimes - Zuzu Bailey
- Larry Simms - Pete Bailey
- Carol Coomes (AKA Carol Coombs) - Janie Bailey